# Johan Jørgensen Kulbars
Johan Jørgensen Kulbars (død 1649) var en antagelig tysk kunstner, virksom i Danmark. 
Johan Jørgensen Kulbars (Johannes Jørgensen Kaulbarscher) omtales første gang med sikkerhed i 1641 som boende Ved Mindet i Århus. Han opnåede borgerskab i byen i 1646. Navnet "Kulbars" kunne tyde på udenlandsk herkomst. Han kan sandsynligvis identificeres med den "Johan Maler", der er omtalt i adelsdamen Sophie Brahes regnskabsbog i 1634 og 1636. I regnskabsbogen anføres, at denne Johan maler modtog betaling for en række portrætter af Sophie og hendes mand "den lærde" Holger Rosenkrantz samt deres familie. Ingen af disse værkere er dog signerede af Johan maler. Men foruden de portrætter af Holger Rosenkrantz og hans familie, der omtales i regnskabsbogen, kan han grundet stilistiske træk tilskrives en række portrætter af Rosenkrantz' svigerbørn og deres nærmeste familie. Dateringen af disse portrætter strækker sig over en periode fra 1634 til 1649. Man har tidligere fraskrevet Kulbars æren for disse portrætter, og i stedet tilskrevet dem til maleren Johan Thim fra Sorø. Men da Thim antagelig kun var knap 20 år gammel i 1634, og da han desuden rejste af sted på en flerårig uddannelsesrejse i 1648, altså før det sidste af de nævnte portrætter var udført, er der således begrundet tvivl om denne tilskrivning. Alle de nævnte portrætter er udførte i nederlandsk, realistisk portrætstil med hovedvægten lagt på en detaljeret gengivelse af de portrætteredes fysiognomi, dragter og smykker. Opstillingen er ret ensartet. Størstedelen af portrætterne er i halvfigur med bord og draperi som rekvisitter. Johan Jørgensen Kulbars kan dog også tilskrives en række store helfigursportrætter. Malemåden er glat med skinnende overflade og med klare, men velafstemte farver. 
Johan Jørgensen Kulbars blev begravet 23. december 1649 i Århus Domkirke, hvor han blev "lagt bag koret" i den nordre korgang. Han efterlod sig en betydelig formue til sin enke Lene Jensdatter og deres børn, heriblandt ejendomme i både Århus og Randers. 